# Two piña coladas
Two piña coladas is een lied van countryzanger Garth Brooks. Zijn cd-single met dit nummer belandde in 1998 op nummer 1 van de Amerikaanse Hot Country Songs. Het nummer werd geschreven door Shawn Camp, Benita Hill en Sandy Mason.
De producer van zijn single was Allen Reynolds. Het nummer werd verder uitgebracht op zijn album Sevens. In de Verenigde Staten stond Make you feel my love op nummer 2 van zijn cd-single, terwijl dat nummer in Europa juist op nummer 1 van de cd-single stond.
Er verschenen enkele covers van het nummer, zoals van The Hi-Hatters & Dan Nordbye en Benny Neyman & Toni Willé.

## Benny Neyman & Toni Willé
Two piña coladas werd in Nederland in 2001 uitgebracht op een cd-single van het duo Benny Neyman & Toni Willé. Op nummer 2 van de cd-single staat Mi vida loca. De single werd geproduceerd door Martin Duiser en de arrangementen kwamen van Frank van der Heyden. De single behaalde geen hitnotering. Verder verscheen het lied op hun gezamenlijke album American duets (2001).